# Monodontidae
La famiglia Monodontidae, dell'ordine dei Cetacei, comprende due insolite specie di mammiferi: il narvalo, il cui maschio presenta una lunga zanna, e il bianco beluga. Si conoscono inoltre quattro generi fossili appartenenti a questa famiglia: Bohaskaia, Denebola, Haborodelphis e Casatia, quest'ultimo descritto per il pliocene italiano, con l'unica specie nota Casatia thermophila.

## Tassonomia
- ORDINE Cetacea
  - Sottordine Odontoceti
    - Superfamiglia Platanistoidea: delfini di fiume
    - Famiglia Delphinidae: delfini oceanici
    - Famiglia Phocoenidae: focene
    - Famiglia Monodontidae
      - beluga,  Delphinapterus leucas
      - narvalo, Monodon monoceros

    - Famiglia Physeteridae: capodoglio, cogia di Owen e cogia di De Blainville
    - Famiglia Ziphiidae: zifidi